# Tecnomancia
Tecnomancia  é um termo que se refere a uma categoria imaginaria ou fictícia de habilidades "mágicas" que afetam a tecnologia, ou poderes que ganham força através da tecnologia.
Tecnomancia é a aglutinação de tecnologia com mancia (sufixo que representa ciências mágicas, tais como a adivinhação do futuro.)
Há aplicativos para realizar tecnomancia, desde que tenha um celular smartphone ou computador. Usos específicos desse poder pode ser tanto para o bem como para o mal.
Uma rápida aparição do termo pode ser encontrado no conto "Technomancy" de Steve Martindale, publicado em 1990 na revista Aboriginal Science Fiction.

## Exemplos
No jogo de RPG Revelation, tecnomancia é um poder disponível para os personagens. Usos específicos desse poder incluem dispositivos a disfunção e viagens ao mundo cibernético.
Em Urban Arcana, um cenário de campanha do RPG d20 Modern, duas classes de personagens tem acesso à tecnomancia, Tecnomago e Shadowjack.

Nos episódios de televisão da serie Angel, um personagem usa símbolos mágicos nele mesmo que o torna invisível a medidas de segurança.
Na serie de televisão Buffy, A Caçadora de Vampiros, existem os ciberpagãos que usam a internet como um lugar de conseguir suas magias. Willow é visto usando magia no seu computador para conseguir informações mais rápido.
Kelly McCullough em seus livros mais populares, Webmage e Ciberma fez um tratado com as antigas divindades gregas e seus descendentes para moverem a magia para o mundo moderno através da criação da chama "mWeb"

## Tecnomancia não-mística
Em alguns momentos tecnomancia pode ser totalmente científica na natureza em conformidade com a terceira lei de Arthur C Clarke:
| “ | Qualquer tecnologia suficientemente avançada é indistinguível de uma magia. | ” |

A 4ª Edição do Role-playing game Shadowrun tem personagens que podem interagir com a Matriz (como a internet é chamada) sem o uso de tecnologia e são referidos como "tecnomantes", mas suas habilidades resultam de uma mutação em vez de magia. Tecnomantes são especificamente incapazes de usar magia.

## Technologia não-científica
Em algumas histórias de fantasia, os objetos mágicos ainda tem suas propriedades sobrenaturais, mas são usados como objetos tecnológicos.
Exemplo: em Atlantis: The Lost Empire, "O Cristal" é descrito como uma entidade mistica, mas o seu poder e símbolos mágicos são usados como chips de computador. Outro exemplo notável é a série animada "Dave, o Bárbaro", na qual caldeirões e bolas de cristais são utilizados como telefones, tvs e computadores.